# Aframomum
Aframomum is een geslacht uit de gemberfamilie (Zingiberaceae). De soorten komen wijdverspreid voor in tropisch Afrika, maar ook op enkele eilanden in de Indische Oceaan, zoals Madagaskar, de Seychellen en Mauritius.

## Soorten
- Aframomum albiflorum Lock
- Aframomum alboviolaceum (Ridl.) K.Schum.
- Aframomum alpinum (Gagnep.) K.Schum.
- Aframomum angustifolium (Sonn.) K.Schum.
- Aframomum arundinaceum (Oliv. & D.Hanb.) K.Schum.
- Aframomum atewae Lock & J.B.Hall
- Aframomum aulacocarpos Pellegr. ex Koechlin
- Aframomum cereum (Hook.f.) K.Schum.
- Aframomum chrysanthum Lock
- Aframomum citratum (J.Pereira) K.Schum.
- Aframomum colosseum K.Schum.
- Aframomum cordifolium Lock & J.B.Hall
- Aframomum corrorima (A.Braun) P.C.M.Jansen
- Aframomum daniellii (Hook.f.) K.Schum.
- Aframomum dhetchuvii D.J.Harris & Wortley
- Aframomum elegans Lock
- Aframomum elliottii (Baker) K.Schum.
- Aframomum exscapum (Sims) Hepper
- Aframomum fragrans D.J.Harris & Wortley
- Aframomum giganteum (Oliv. & D.Hanb.) K.Schum.
- Aframomum glaucophyllum (K.Schum.) K.Schum.
- Aframomum hirsutum D.J.Harris & Wortley
- Aframomum kamerunicum D.J.Harris & Wortley
- Aframomum kayserianum (K.Schum.) K.Schum.
- Aframomum kodmin D.J.Harris & Wortley
- Aframomum laxiflorum Loes. ex Lock
- Aframomum leptolepis (K.Schum.) K.Schum.
- Aframomum letestuanum Gagnep.
- Aframomum limbatum (Oliv. & D.Hanb.) K.Schum.
- Aframomum longiligulatum Koechlin
- Aframomum longipetiolatum Koechlin
- Aframomum longiscapum (Hook.f.) K.Schum.
- Aframomum lutarium D.J.Harris & Wortley
- Aframomum luteoalbum (K.Schum.) K.Schum.
- Aframomum makandensis Dhetchuvi
- Aframomum mala (K.Schum.) K.Schum.
- Aframomum mannii (Oliv. & D.Hanb.) K.Schum.
- Aframomum melegueta K.Schum. - Paradijskorrel
- Aframomum mildbraedii Loes.
- Aframomum ngamikkense Eb.Fisch., Kirunda, Ewango, M.E.Leal & Plumptre
- Aframomum orientale Lock
- Aframomum parvulum D.J.Harris & Wortley
- Aframomum pilosum (Oliv. & D.Hanb.) K.Schum.
- Aframomum plicatum D.J.Harris & Wortley
- Aframomum polyanthum (K.Schum.) K.Schum.
- Aframomum pseudostipulare Loes. & Mildbr. ex Koechlin
- Aframomum rostratum K.Schum.
- Aframomum rotundum D.J.Harris & Wortley
- Aframomum scalare D.J.Harris & Wortley
- Aframomum sericeum Dhetchuvi & D.J.Harris
- Aframomum singulariflorum Dhetchuvi
- Aframomum spiroligulatum Lock & A.D.Poulsen
- Aframomum stanfieldii Hepper
- Aframomum strobilaceum (Sm.) Hepper
- Aframomum submontanum D.J.Harris & Wortley
- Aframomum subsericeum (Oliv. & D.Hanb.) K.Schum.
- Aframomum sulcatum (Oliv. & D.Hanb. ex Baker) K.Schum.
- Aframomum tchoutoui D.J.Harris & Wortley
- Aframomum thonneri De Wild.
- Aframomum uniflorum Lock & A.D.Poulsen
- Aframomum verrucosum Lock
- Aframomum wuerthii Dhetchuvi & Eb.Fisch.
- Aframomum zambesiacum (Baker) K.Schum.